# Takumi Katai
Takumi Katai (片井 巧 Katai Takumi?), född 14 november 1995 i Shizuoka prefektur, är en japansk fotbollsspelare.
Katai började sin karriär 2018 i FC Imabari. Juli 2019 blev han utlånad till Kochi United SC. Han gick tillbaka till FC Imabari 2020.